# AD Niterói
AD Niterói is een Braziliaanse voetbalclub uit Niterói, in de staat Rio de Janeiro.

## Geschiedenis
De club werd opgericht in 1944 als Manufatora AC. De club werd staatskampioen in 1958 en 1977. In 1978 werd de naam gewijzigd in AD Niterói, de wijziging kwam er om de stadsnaam meer in beeld te brengen nadat het Campeonato Fluminense in 1979 opging in het Campeonato Carioca, wat tot dan toe enkel toegankelijk was voor clubs uit de stad Rio de Janeiro. Na twee slechte plaatsten degradeerde de club in 1980 uit de hoogste klasse. In 1983 werd de club ontbonden.

## Erelijst
Campeonato Fluminense
1958, 1977